# Antonio Lucisano
Antonio Lucisano (Verzino, 28 gennaio 1955 – Pistoia, 26 dicembre 2017) è stato un magistrato italiano.

## Biografia
(Antonio Lucisano)
Antonio Lucisano nasce a Verzino, comune della Presila crotonese, il 28 gennaio 1955. Ottenuta la laurea in Giurisprudenza all'Università degli Studi di Genova nel 1978, iniziò la sua carriera svolgendo attività di uditorato nel capoluogo ligure; nel 1980 vinse un concorso in magistratura, divenendo giudice presso il Tribunale di Aosta. Nel 1985 passò al Tribunale di Crotone, dove fu componente del collegio giudicante fino all'istituzione della sezione penale nel 1990; ne diverrà in seguito presidente dal 1995 al 2000. Negli anni della sua presidenza celebrò diversi processi legati alla 'ndrangheta nell'area del crotonese, che videro coinvolte soprattutto le 'ndrine dei Dragone e Mannolo di Cutro (già sotto processo sin dalla fine degli anni '80), poi gli Arena e i Maesano di Isola di Capo Rizzuto e infine dei Vrenna, dei Ciampà e dei Megna di Crotone.
Nel 2000 entrò alla Corte d'appello di Venezia, dove svolse l'incarico di relatore al processo per il polo petrolchimico di Porto Marghera; nel 2006 divenne poi magistrato cassazionista presso la Corte d'appello di Bologna e, nel 2009, passò alla Procura generale di Genova in qualità di sostituto procuratore generale.
Nel maggio 2016 il giudice Lucisano balzò agli onori delle cronache nazionali in merito ad un episodio risalente al 19 novembre 2011: un senzatetto di nazionalità ucraina, Roman Ostriakov, venne sorpreso dalle guardie giurate del supermercato Ekom di via Giovanni Torti, nel quartiere San Fruttuoso di Genova, a rubare una confezione di würstel e dei pezzetti di formaggio del valore di pochi euro; il Tribunale di Genova condannò inizialmente Ostriakov in primo grado a sei mesi di reclusione con la condizionale e una multa di 100 €, pena poi confermata in secondo grado il 12 febbraio 2015. Il 2 maggio 2016, però, la Corte di Cassazione dispone l'annullamento del processo d'appello a carico di Ostriakov su richiesta dell'allora sostituto procuratore Lucisano, in quanto, si legge nella motivazione, «il fatto non costituisce reato» e non è punibile chi, spinto dal bisogno, ruba al supermercato piccole quantità di cibo per «far fronte all'imprescindibile esigenza di alimentarsi».
Il 25 ottobre 2016, su nomina del plenum del CSM, divenne Avvocato generale presso la Corte d'appello di Genova.
Si è spento all'Ospedale San Jacopo di Pistoia dopo una lunga malattia, all'età di 62 anni, il 26 dicembre 2017.

### Vita privata
Sposato con Mimma Levato, funzionaria della scuola alberghiera Ferdinando Martini di Montecatini Terme, aveva tre figli: Francesca, Irene e Piergiuseppe.

## Riconoscimenti
Il 17 novembre 2018 è stato istituito un premio letterario intitolato al giudice Lucisano.